# توزع الأنواع
توزع الأنواع هو الطريقة التي يتم ترتيب الأصناف البيولوجية مكانيا. وينبغي عدم الخلط مع انتشار الذي هو حركة الأفراد بعيدا عن منطقتهم الأصلية أو من مراكز الكثافة الكثافة السكانية العالية. 
توزع الأنواع هو مفهوم مشابه لنطاق الأنواع الذي يمثل غالبا بخريطة نطاق الأنواع. يحاول الجغرافيون الحيويون فهم العوامل التي تحدد توزع الأنواع. نمط التوزع ليس دائما لدى كل السلالات، أنماط التوزع قد تتغير موسميا كرد على توفر الموارد و المقياس الذي ينظر إليها. يتششت التوزع السكاني عند موسم التكاثر. الكثافة لدى سلالة قد تتغير عبر أسباب عديدة من ضمنها تشتيت الناس أو الرياح أو الماء أو الحيوانات. الإنسان من أكبر الموّزعين بسبب الاتجاهات الحالية في العولمة واتساع صناعة النقل.
على سبيل المثال، الصهاريج الكبيرة غالبا ما تملء الماء في منفذ واحد و تفرغها في بلد آخر، مما تسبب في توزيع أوسع من الأنواع المائية.